# Ippalco
Ippalco è un personaggio della mitologia greca. È uno dei figli di Pelope e Ippodamia, ebbe come fratelli Atreo e Tieste. Fu uno degli Argonauti.